# Tour de Dubai 2014
El Tour de Dubai 2014 va ser la primera edició del Tour de Dubai, organitzada per RCS Sport i el Dubai Sports Council. La cursa va tenir una classificació 2.1 fins a l'UCI Àsia Tour, i es disputà en quatre etapes entre el 5 i el 8 de febrer de 2014.
El vencedor final va ser per l'estatunidenc Taylor Phinney (BMC Racing Team), gràcies a la diferència obtinguda en la contrarellotge individual de la primera etapa. Phinney també guanyà la classificació dels joves. Steven Cummings (BMC Racing Team) i Lasse Norman Hansen (Garmin-Sharp) l'acompanyaren al podi. Marcel Kittel (Giant-Shimano) guanyà tres etapes i la classificació dels punts, mentre Willem Jakobus Smit (Vini Fantini-Nippo) fou el millor en les metes volants.

## Equips participants
Els 16 equips participants són:
- 11 equips World Tour: AG2R La Mondiale, BMC Racing Team, Cannondale, Garmin-Sharp, Movistar Team, Omega Pharma-Quick Step, Giant-Shimano, Team Katusha, Team Tinkoff-Saxo, Lampre-Merida, Trek Factory Racing
- 4 equips continentals: Vini Fantini-Nippo, Banco BIC-Carmim, RTS-Santic Racing Team, Skydive Dubai Pro Cycling
- 1 selecció nacional: Emirats Àrabs

## Etapes
| Etapa    | Data        | Recorregut                 |                           | Km       | Vencedor d'etapa         | Líder de la general  | Ref   |
| -------- | ----------- | -------------------------- | ------------------------- | -------- | ------------------------ | -------------------- | ----- |
| 1a etapa | 5 de febrer | Dubai - Dubai              | contrarellotge individual | 10 km    | Taylor Phinney (USA)     | Taylor Phinney (USA) | [ 5 ] |
| 2a etapa | 6 de febrer | Dubai – Atlantis, The Palm | Etapa plana               | 121,6 km | Marcel Kittel (Alemanya) | Taylor Phinney (USA) | [ 6 ] |
| 3a etapa | 7 de febrer | Dubai – Hatta              | Etapa plana               | 162,3 km | Marcel Kittel (Alemanya) | Taylor Phinney (USA) | [ 7 ] |
| 4a etapa | 8 de febrer | Dubai – Burj Khalifa       | Etapa plana               | 120,5 km | Marcel Kittel (Alemanya) | Taylor Phinney (USA) | [ 8 ] |

## Classificació general final
|    | Ciclista                  | Equip                   | Temps      |
| -- | ------------------------- | ----------------------- | ---------- |
| 1  | Taylor Phinney (USA)      | BMC Racing Team         | 9h 31' 33" |
| 2  | Steven Cummings (GBR)     | BMC Racing Team         | + 15"      |
| 3  | Lasse Norman Hansen (DEN) | Garmin-Sharp            | + 17"      |
| 4  | Tony Martin (Alemanya)    | Omega Pharma-Quick Step | + 23"      |
| 5  | Fabian Cancellara (SUI)   | Trek Factory Racing     | + 30"      |
| 6  | Marcel Kittel (Alemanya)  | Giant-Shimano           | m. t.      |
| 7  | Adriano Malori (ITA)      | Movistar Team           | + 37"      |
| 8  | Maciej Bodnar (POL)       | Cannondale              | + 40"      |
| 9  | Peter Velits (SVK)        | BMC Racing Team         | + 42"      |
| 10 | Dylan van Baarle (NED)    | Garmin-Sharp            | m. t.      |